# 동덕여자의숙 태극기
동덕여자의숙 태극기는 대한민국 서울특별시 성북구 동덕여자대학교에 있는 대한제국 시대의 태극기이다. 2008년 8월 12일 대한민국의 국가등록문화재 제384호로 지정되었다.

## 개요
1908년 동덕여자의숙 개교와 함께 교정에 게양되었던 태극기. 옷감재료나 바느질법 등에서 시대성을 볼 수 있고 100년 동안 학교의 정신적 지주로서의 역할을 한 상징성이 크다.

## 같이 보기
- 태극기

## 참고 자료
- 동덕여자의숙 태극기 - 국가유산청 국가유산포털